# Птрукша
Птрукша (слч. Ptrukša) насељено је мјесто са административним статусом сеоске општине (слч. obec) у округу Михаловце, у Кошичком крају, Словачка Република.

## Становништво
| Година:    | 1994. | 2004.   | 2014.   | 2024.   |
| ---------- | ----- | ------- | ------- | ------- |
| Број људи: | 516   | 519     | 494     | 448     |
| Разлика:   |       | +0,58 % | -4,81 % | -9,31 % |

| Година:    | 2023. | 2024.   |
| ---------- | ----- | ------- |
| Број људи: | 452   | 448     |
| Разлика:   |       | -0,88 % |

Према подацима о броју становника из 2011. године насеље је имало 508 становника.